# Erik Worm
Erik Jean-Louis Worm (26. april 1900 i København - 17. oktober 1962 i New York, USA) var en dansk tennisspiller medlem af KB.
Worm vandt i perioden 1922 -1925 totalt otte danske mesterskaber i tennis: tre i single, to i herredouble med Erik Tegner og Einer Ulrich og tre med Elsebeth Brehm i mixed double.
Han deltog i VM i tennis på hardcourt 1923.
I januar 1923 blev Erik Worm i hemmelighed gift teater skuespillerinden Alice Macy Beers i New York. Hun var datter af William Hanford Beers. Parret boede i Danmark mellem 1917-1924. De flyttede derefter til USA og frem til sin død i 1962 boede han i New York.